# Округ Бакстер (Арканзас)
Округ Бакстер (енгл. Baxter County) је округ у америчкој савезној држави Арканзас. По попису из 2010. године број становника је 41.513. Седиште округа је град Mountain Home.

## Демографија
Према попису становништва из 2010. у округу је живело 41.513 становника, што је 3.127 (8,1%) становника више него 2000. године.
| Група             | 2000.          | 2010.          |
| Белци             | 37.282 (97,1%) | 39.837 (96,0%) |
| Афроамериканци    | 43 (0,1%)      | 67 (0,2%)      |
| Азијати           | 131 (0,3%)     | 169 (0,4%)     |
| Хиспаноамериканци | 385 (1,0%)     | 688 (1,7%)     |
| Укупно            | 38.386         | 41.513         |